# Andrzej Łukasik (duchowny)
Andrzej Łukasik (ur. listopad 1898, zm. 14 lipca 1980 w Radomiu) – polski ksiądz, kanonik, budowniczy kościoła i pierwszy proboszcz parafii św. Teresy od Dzieciątka Jezus w Radomiu.

## Życiorys
Przez ponad 40 lat jego życie i działalność duszpasterska wiązały się z parafią (św. Teresy) na radomskim Borkach. Zamieszkał tu jako wikariusz parafii św. Jana Chrzciciela. Przybył do tej wspólnoty w 1936 roku i wówczas nie miała żadnego zaplecza. Osiadł na placu budowy kościoła, która miała dopiero się rozpocząć. W czasie budowy szereg trudności początkowo stwarzała okupacja niemiecka, a następnie okres komunizmu w Polsce. Był tajnie nadzorowany i czynnie prześladowany.

## Upamiętnienie
Ulica Radomia prowadząca od skrzyżowania z ul. 1905 Roku do ul. Wierzbickiej nosi jego imię. 
W wyniku badań historycznych, potwierdzonych przez konkretne źródła, powstała monografia autorstwa ks. Bartłomieja Winka: Dobro nie przemija. Życie i działalność księdza Andrzeja Łukasika, która ukazała się w październiku 2009 roku. Książka stanowi poszerzenie pracy magisterskiej, napisanej pod kierunkiem ks. dr. Piotra Turzyńskiego.